# RT-15 (Rakete)
Die RT-15 war die erste mobile ballistische Mittelstreckenrakete aus sowjetischer Produktion. Im GRAU-Index trägt sie die Bezeichnung 8K96, der Systemindex der Sowjetarmee lautet 15P696. Das Startfahrzeug trägt die Bezeichnung 8U253. Der NATO-Codename für die RT-15-Rakete lautet SS-14 Scapegoat. Das Startfahrzeug wird SS-14 Scamp bezeichnet.

## Entwicklung
Die RT-15 entstand aufgrund eines Auftrages des Zentralkomitees der KPdSU und des Ministerrates der UdSSR vom 4. April 1961. Ziel war es eine Mittelstreckenrakete mit Feststoffantrieb zu entwickeln, welche straßenmobil ist und auch auf U-Booten und in Raketensilos stationiert werden konnte. Die Rakete wurde unter Alexander Nadiradse und dem Konstruktionsbüro Arsenal (TsKB-7) entwickelt. Der erste Teststart erfolgte am 1. September 1965 auf dem Testgelände Kapustin Jar. Im Westen erfuhr man erstmals am 7. November 1965 von der RT-15, als diese bei einer Militärparade auf dem Roten Platz gezeigt wurde. Die Abnahmetests durch die Staatsbehörden erfolgten 1968 und der Auftrag zur Serienproduktion wurde erteilt. Danach wurde die RT-15 für Truppenversuche an die Sowjetarmee ausgeliefert und es wurden zwei Raketenregimenter mit der RT-15 ausgerüstet. Da die RT-15 hinter den geforderten Leistungen (Reichweite und Nutzlast) zurückblieb stoppte im März 1970 der Ministerrat der UdSSR die weitere Beschaffung der RT-15. Die letzten Systeme wurden Ende 1971 ausgesondert. Insgesamt erfolgten 19 Teststarts mit der RT-15. Die Ausführung RT-15M, welche für den Einsatz ab U-Booten vorgesehen war, wurde nicht fertig entwickelt.

## Technik

### Startfahrzeug
Die Raketen waren auf dem geländegängigen 8U253-Kettenfahrzeug (Objekt 815) platziert und wurde ab diesem gestartet. Jedes Fahrzeug war mit einer Rakete bestückt. Das Kettenfahrzeug basierte auf dem Fahrgestell des T-10-Kampfpanzers und hatte eine Besatzung von drei Personen. Das Fahrzeug verfügte über ein Navigationssystem und ein Führerhaus mit ABC-Schutz. An der Fahrzeugfront befand sich der Motor mit dem Führerhaus. Als Motor kam ein luftgekühlter W58-Dieselmotor mit 559 kW (750 PS) Leistung zur Anwendung. Das Fahrzeug hatte eine Länge von 13,37 m, war 3,30 m breit und hatte eine Höhe von 13,74 m (Rakete in Startposition). Das Fahrzeuggewicht mit der Rakete betrug über 60 Tonnen. Beladen betrug der Fahrbereich rund 250 km bei einer maximalen Fahrgeschwindigkeit 30–40 km/h. Ab dem Startfahrzeug konnten die Raketen direkt in der Basis, bei eingemessenen Geländepunkten entlang einer festgelegten Patrouillenroute oder von beliebigen Punkten im Gelände gestartet werden. Für den Raketenstart wurde eine Vorbereitungszeit von 10–25 Minuten benötigt. Nach dem Raketenstart konnte das Fahrzeug mit einer neuen Rakete beladen werden.

### Rakete
Die RT-15-Rakete wurde in einem beheizten 15Ja25-Schutzbehälterauf dem Fahrzeug transportiert, der die Rakete vor unpassenden Umwelteinflüssen und Beschädigung schützte. Der Schutzbehälter hatte eine Länge von 12,7 m und einen Außendurchmesser von 2,10 m. Die Rakete war eine zweistufige Mittelstreckenrakete mit Feststoffantrieb. Die Rakete verwendete 2. und 3. Antriebsstufe der RT-2-Interkontinentalrakete (NATO-Codename SS-13 Savage). Die Stufen bestanden aus zwei Hauptantriebstufen mit Feststoff-Raketentriebwerken sowie einem Wiedereintrittskörper mit dem Nukleargefechtskopf. Die erste 15D27-Stufe war 4,74 m lang, hatte einen Durchmesser von 1.490 mm und verfügte vier Düsen. Die maximale Brenndauer der ersten Stufe betrug 60 Sekunden. Die zweite 15D92-Stufe war 3,83 m lang, hatte einen Durchmesser von 1.100 mm und verfügte ebenfalls vier Düsen. Die maximale Brenndauer der zweiten Stufe betrug 45 Sekunden. Die beiden Antriebsstufen waren mit einem Stabwerk miteinander verbunden. Oberhalb vom Raketenmotor der zweiten Stufe befand sich das Instrumentenfach. In diesem befand sich die Lenkeinheit. Diese wog rund 200 kg und bestand aus einem Trägheitsnavigationssystem sowie einem Analog-Steuersystem.  Das Trägheitsnavigationssystem verwendete einem Kreiselhorizont sowie einen Kreiselvertikant mit Kreiselintegrator für die Querbeschleunigung. Für die Übermittlung der Steuerbefehle verlief auf der Raketenoberfläche ein Kabelkanal zu den beiden unteren Antriebsstufen. Die Steuerung erfolgte über vier wabenförmige Gitterflossen am Raketenheck. In der Raketenspitze befand sich der Wiedereintrittskörperträger mit dem Nukleargefechtskopf mit einer Sprengleistung 400, 600 oder 1.000 kT. Die maximale Nutzlast der RT-15 betrug 535 kg.
Um die RT-15-Rakete feuerbereit zu machen, wurde das Heck des 8U253-Kettenfahrzeug zuerst auf Hydraulikstützen gestellt. Danach wurde der Schutzbehälter mit der Rakete über das Heck in einem Winkel von 90 ° angestellt. Nachdem der Schutzbehälter wieder aufs Fahrzeugdach abgesenkt worden war, wurde die Rakete auf einen Starttisch abgesenkt. Auf dem Starttisch wurde die Rakete dann auf das nötige Azimut gedreht und das Steuersystem aktiviert. Der Raketenstart erfolgte durch eine kabelgebundene Bedienkonsole aus sicherer Entfernung. Die zwei Antriebsstufen waren übereinander angebracht und zündeten nacheinander. Nach dem Ausbrennen der ersten Stufe wurde die zweite Stufe gezündet und die erste Stufe abgesprengt. Während der Beschleunigungsphase (engl. boost phase) ermittelte die Trägheitsnavigationsplattform Kurskorrekturen und übermittelte diese an vier wabenförmige Gitterflossen, welche ihren Anstellwinkel entsprechend veränderten. Die Zweite Antriebstufe verfügte über eine Schubterminierung. Zu diesem Zweck war an der zweiten Raketenstufe kopfseitig vier Öffnungen angebracht, die zum gewünschten Zeitpunkt aufgesprengt wurden, wobei sich der Innendruck in der Treibstoffkammer schlagartig reduzierte. Mit dem Ausbrennen oder der Schubterminierung der zweiten Antriebsstufe wurde der Wiedereintrittskörper abgetrennt und die Antriebsstufe mit Bremsraketen abgebremst. Der Weiterflug des Wiedereintrittskörpers erfolgte nun steuer- und antriebslos auf der Flugbahn einer Wurfparabel. Die RT-15 erreichte einen Streukreisradius (CEP) von 600–900 m (je nach Einsatzdistanz).

## Status
Gemäß sowjetischen Angaben verblieben die RT-15-Systeme in der Truppenerprobung und wurden nie offiziell in Dienst gestellt. Für die Truppenerprobung wurden zwei Raketenregimenter mit je 6 Start- und Transportfahrzeugen ausgerüstet. Die beiden Regimenter waren zwischen 1968 und 1970 in Weißrussland und in der Grenzregion zur Volksrepublik China stationiert.